# Беловодский сельсовет (Ульяновская область)
Беловодский сельсовет — упразднённое муниципальное образование и административно-территориальная единица в Ульяновской области России. Административный центр село Беловодье (Ульяновская область).

## История
В 1924 году Беловодский сельсовет в составе Коржевской волости Карсунского уезда.
Упразднён объединением Татарского-Горенского, Беловодского и Кадышевского сельсоветов.

## Состав
В состав сельсовета входило 5 населённых пунктов: 2 села и 3 деревни.
| № | Населённый пункт                | Тип населённого пункта | Население (2002) | Примечание     |
| - | ------------------------------- | ---------------------- | ---------------- | -------------- |
| 1 | Беловодье (Ульяновская область) | село                   | 373              | татары, мордва |
| 2 | Александровка                   | деревня                | 15               | русские        |
| 3 | Красносурское                   | село                   | 0                |                |
| 4 | Ростислаевка                    | деревня                | 25               | русские        |
| 5 | Татарская Голышевка             | деревня                | 325              | татары         |